# Чобануш (Бакау)
Чобануш (рум. Ciobănuș) насеље је у Румунији у округу Бакау у општини Асау. Oпштина се налази на надморској висини од 458 m.

## Становништво
Према подацима из 2002. године у насељу је живело 587 становника, од којих су сви румунске националности.